# Chapelle Saint-Gengould de Courmononcle
La chapelle Saint-Gengould de Courmononcle est une chapelle située à Saint-Benoist-sur-Vanne, en France.

## Description
La partie occidentale est la plus ancienne, elle date du XIIe siècle le reste du XVIe. Elle a dans son mobilier deux anges lampadophores en bois polychrome, une Marie à l'Enfanten bois polychrome qui sont du XVe siècle.
Aujourd'hui fermée au public, cette chapelle tombe en ruine à cause des non-rénovations et de son age.
L'entrée se fait par un cimetière qui est presque en ruine, mais certaines tombes sont en très bon état.

## Localisation
La chapelle est située à Courmononcle, sur la commune de Saint-Benoist-sur-Vanne, dans le département français de l'Aube.

## Historique
Paroisse du diocèse de Sens, au doyenné de La Rivière de Vanne qui était à la présentation du chapitre. 
L'édifice est inscrit au titre des monuments historiques en 1983.